# Punta Campanella
La punta Campanella es una punta o cabo en la costa del mar Tirreno de Italia, el último extremo de la península Sorrentina.
Punta Campanella está separada de la Bocca Piccola por la isla de Capri. Está presidida por el monte San Costanzo (497 m), que forma parte de la cadena de los montes Lattari, y está delimitada al este por la bahía de Jeranto.

## Historia
Punta Campanella fue llamada por los griegos Promontorio Ateneo. En él edificaron los griegos un templo dedicado a la diosa Atenea, cuya fundación mítica se atribuye a Ulises (Estrabón, V, 247). Recientes hallazgos arqueológicos han confirmado la presencia del templo arriba mismo del promontorio. Los romanos rindieron culto en ese lugar a la diosa Minerva.
Hoy surge sobre el promontorio la Torre de Minerva, que ordenó construir Roberto I de Nápoles en 1335, y reconstruida en 1566. La torre tenía funciones de vigía para prevenir los ataques de los piratas y formaba parte de una serie de torres de avistamiento construidas a lo largo de toda la península Sorrentina. Una campana situada encima de la torre sonaba en caso de alarma, lo que originó el nombre de Punta Campanella.

## Reserva Marina de Punta Campanella
En 1997 se creó la Reserva Marina de Punta Campanella que se extiende sobre una superficie de más de 1500 hectáreas. La reserva protege unos 40 km de costa y el mar colindante. 